# Rotunda

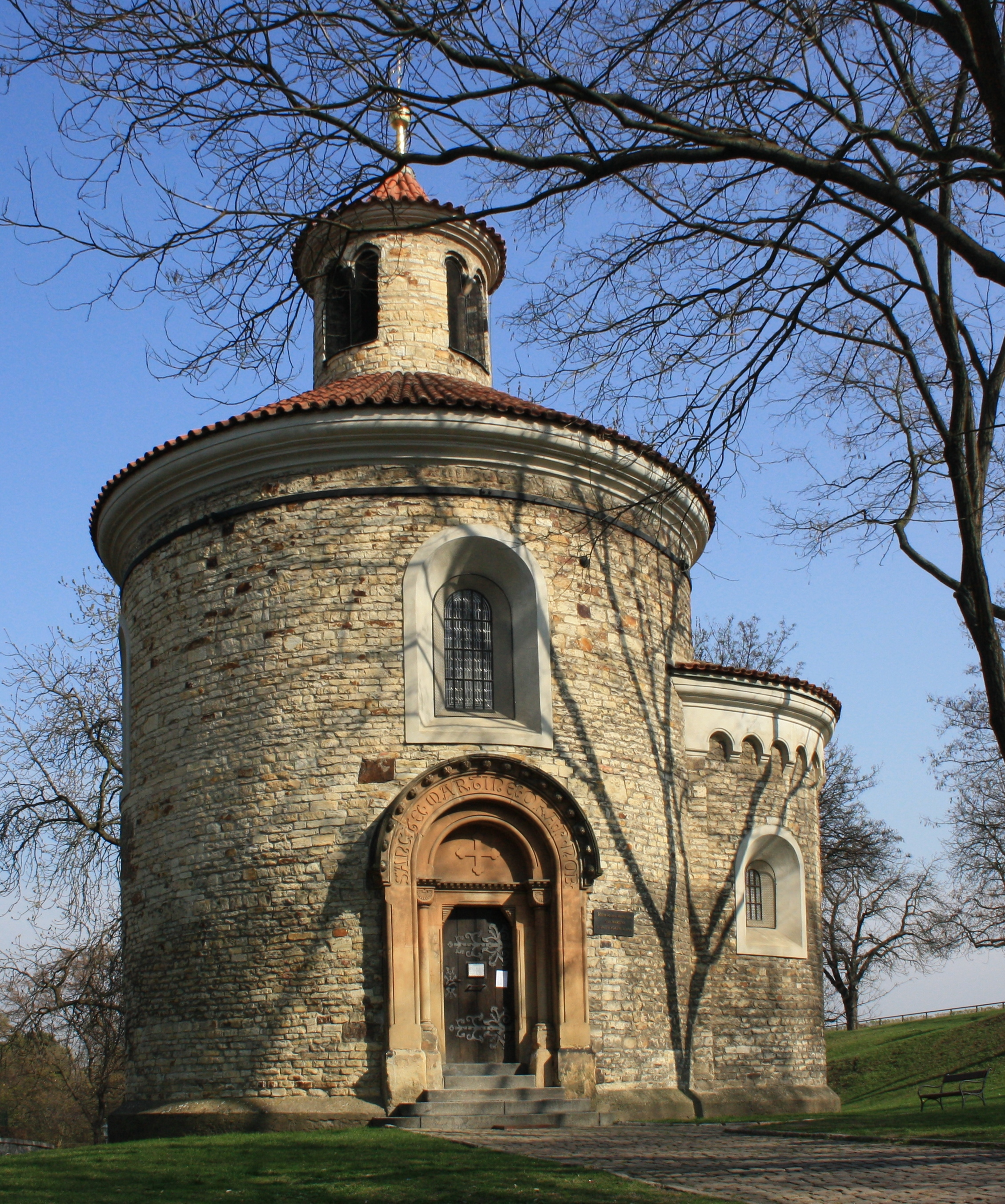
Rotunda svatého Martina v Praze na Vyšehradě, vpravo apsida, na střeše lucerna

Rotunda (z lat. rotundus, „kruhový“) je typ středové stavby na kruhovém půdorysu typický pro předrománský a románský sloh, tedy období raného středověku. V širším významu výraz označuje i jiné stavby na centrálním půdorysu, zejména stavby označované též jako rondel.

## Popis

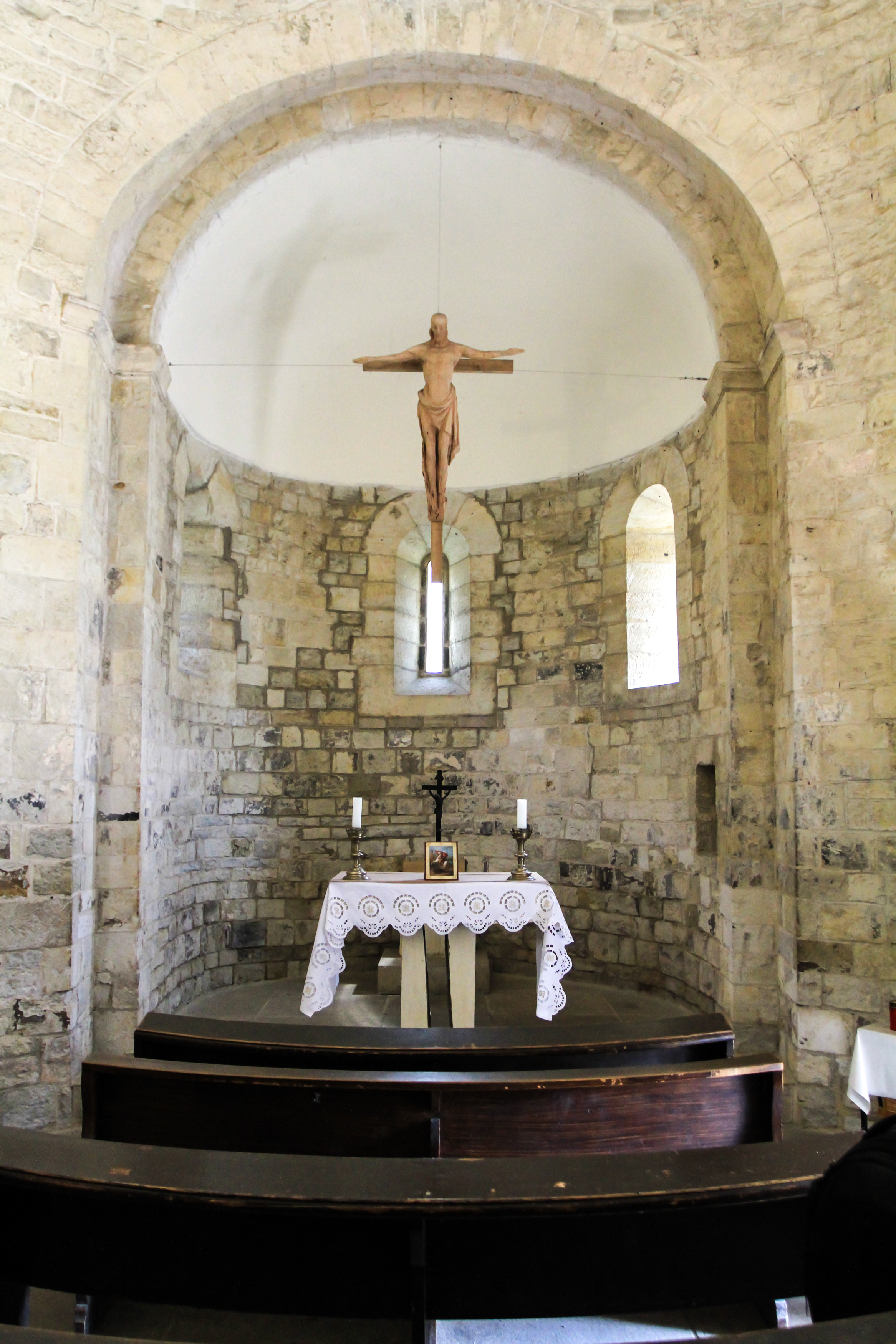
Oltářní mensa v absidě rotundy sv. Jiří na Řípu, koncha pokryta bílou omítkou

Rotundy mají loď o kruhovém půdorysu doplněnou na východní straně o apsidu, což je půlkruhový nebo podkovovitý výklenek, v němž je umístěna oltářní mensa. Apsida je zaklenuta konchou, klenbou tvaru čtvrtiny koule. Rotundy mohou mít i více apsid, například dle současného poznání byla jednoapsidová rotunda svatého Víta na Pražském hradě dodatečně rozšířena o jižní a severní apsidu kvůli pohřbení ostatků sv. Václava a Vojtěcha. Příklady dvouapsidových rotund se nacházejí v Holubicích, kde byla jižní apsida také přistavena dodatečně, nebo v Mikulčicích, kde byly nalezeny zbytky velkomoravského tzv. VI. mikulčického kostela.
Rotunda bývá zaklenuta kupolí. Vnitřní prostor zpravidla osvětlují malá, polokruhově ukončená románská okénka a také válcový nástavec procházející střechou a opatřený (zpravidla) podvojnými románskými okénky, tzv. lucerna. Rotunda bývá opatřena románským vstupním portálem s archivoltami (profilovanými ústupky). Může k ní být též připojena věž – často zvonice (Říp, Přední Kopanina).

## Rotundy v Česku
Výzkumem těchto staveb v českém prostředí se intenzivně zabývali historici umění Josef Cibulka, Vojtěch Birnbaum, Václav Richter, Anežka Merhautová a archeolog Karel Guth. Ve starší literatuře se vyskytuje dnes již překonaná představa J. Cibulky o monumentální čtyřapsidové (tetrakonchální) rotundě sv. Víta z doby sv. Václava, která měla být vzorem pro další české rotundy.
Národní kulturní památkou (NKP) je rotunda sv. Kateřiny ve Znojmě s unikátní malířskou výzdobou. K dalším významným rotundám, které jsou součástí NKP, patří rotunda svatého Petra a Pavla na Budči, nejstarší dochovaná stavba v Česku, rotunda sv. Petra a Pavla ve Starém Plzenci, sv. Jiří na Řípu nebo sv. Martina na Vyšehradě.
Historická metrologie ukazuje na geometrické a stavitelské podobnosti rotund.